# بری بروک، ویکتوریا

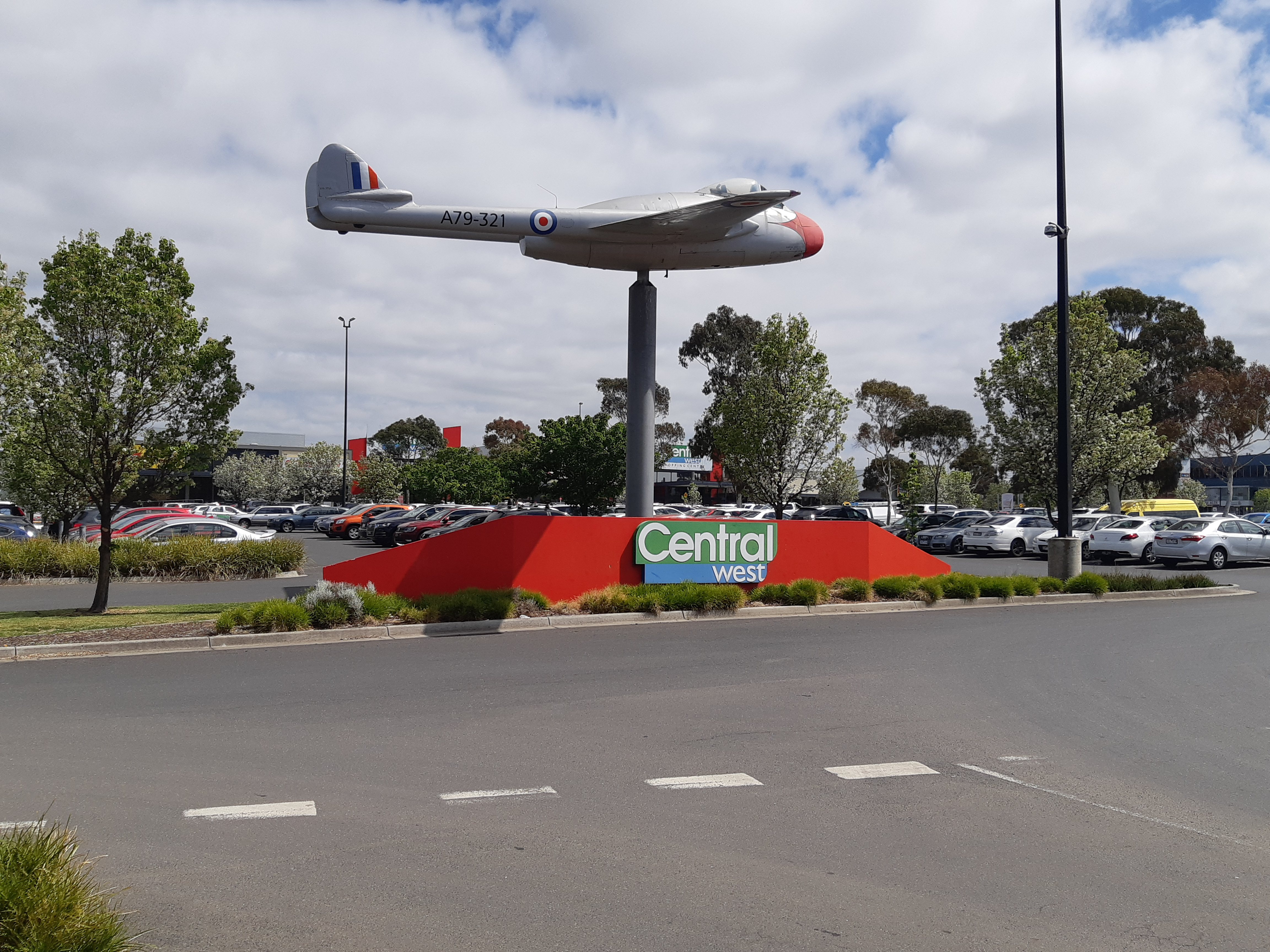
بری بروک، ویکتوریا

بری بروک (به انگلیسی: Braybrook) یک حومه شهر در استرالیا است که در ویکتوریا (استرالیا) واقع شده‌است.